# Dopasia gracilis
Espèce
Synonymes
- Pseudopus gracilis Gray, 1845
- Ophisaurus gracilis (Gray, 1845)
- Ophiseps tessellatus Blyth, 1853

Dopasia gracilis est une espèce de sauriens de la famille des Anguidae.

## Répartition
Cette espèce se rencontre dans le nord-est de l'Inde, en Birmanie, en Thaïlande, au Viêt Nam et dans le sud de la République populaire de Chine.

## Étymologie
Son nom d'espèce, du latin gracilis, « fin », lui a été donné en référence à sa morphologie.

## Publication originale
- Gray, 1845 : Catalogue of the specimens of lizards in the collection of the British Museum. p. 1-289 (texte intégral).